# Агнес фон Насау-Зиген
Агнес фон Насау-Зиген (на немски: Agnes von Nassau-Siegen; † между 20 октомври 1316 – 1318) е графиня от Насау-Зиген и чрез женитба графиня на Изенберг-Лимбург.

## Произход
Дъщеря е на граф Хайнрих I фон Насау-Зиген († 1343) и съпругата му Аделхайд фон Хайнсберг и Бланкенберг († 1351), дъщеря на граф Дитрих II фон Спонхайм-Хайнсберг († 1303) и Йохана фон Льовен († 1291). Роднина е на римско-немския крал Адолф от Насау († 1298).

## Фамилия
Агнес фон Насау-Зиген се омъжва около 1312/пр. 9 октомври 1314 г. за Герлах II фон Лимбург († 14 април 1355), син на граф Йохан I фон Лимбург († 1312)) и втората му съпруга Уда фон Равенсберг († 1313). Той е племенник на римско-немската кралица Имагина фон Изенбург-Лимбург († 1318), съпругата на Адолф от Насау. Те имат две деца:
- Йохан (II) († 21 август 1336), женен пр. 1325/1329 г. за Анна фон Катценелнбоген († 1353), дъщеря на Вилхелм I фон Катценелнбоген и Аделхайд фон Валдек
- Юта († 12 март 1336), омъжена пр. 24 юни 1340 г. за граф Йохан I (III) фон Катценелнбоген († 1330/1357)

Герлах II фон Лимбург се жени втори път пр. 20 декември 1323 г. за Кунигунда фон Вертхайм († 1362).